# Jürgen Angelow
Jürgen Angelow (né le 22 juin 1961 à Rostock) est un historien allemand.

## Biographie
Diplômé du lycée Helmholtz de Potsdam (de), Jürgen Angelow étudie de 1983 à 1989 à l'Université de Leipzig (diplôme d'histoire) et de 1985 à 1989 à l'Institut d'histoire militaire de la RDA (de) (historien spécialisé en histoire militaire) à Potsdam. De 1988 à 1990, il est chercheur associé au MGI et de 1990 à 1992 au Bureau de recherche historique militaire de la Bundeswehr. En 1990, sous la direction de Karl Schmiedel (de), il obtient son diplôme de doctorat. La publication on Wien nach Königgrätz. Die Sicherheitspolitik des Deutschen Bundes im europäischen Gleichgewicht (1815–1866) est basée sous une forme modifiée sur sa thèse.
De 1994 à 1996, il est chercheur associé impliqué dans un projet de la DFG à la chaire d'histoire moderne de l'Université de Potsdam. De 1997 à 2005, il est assistant principal à la chaire d'histoire militaire (Bernhard R. Kroener). En 1998, il est habilité avec l'ouvrage Kalkül und Prestige. Der Zweibund am Vorabend des Ersten Weltkrieges accompagné de Manfred Görtemaker (de) et Bernhard R. Kroener et acquit la licence pour enseigner l'histoire moderne.
Depuis 2003, Angelow est professeur adjoint d'histoire moderne à l'Université de Potsdam et chargé de cours à l'Université libre de Berlin. En 2011/12, il remplace la chaire détenue par Rainer Hudemann à l'Université de la Sarre à Sarrebruck. Ses principaux domaines de recherche comprennent : l'histoire de l'historiographie, les relations internationales et l'histoire militaire. Ses étudiants universitaires incluent Klaus-Jürgen Bremm (de).
Des conférences/professeurs invités l'ont conduit à l'Université Nicolas-Copernic à Thorn en Pologne (2001), à l'Université nationale Ivan Franko à Lviv en Ukraine (2007/08) et à l'Université de La Havane à Cuba (2009-2018).
Angelow est membre de la Commission historique prussienne, du Groupe de travail sur l'histoire militaire (de), de la Commission allemande d'histoire militaire, de l'Union des historiens allemands et membre du conseil d'administration du Groupe de travail sur l'histoire prussienne.

## Travaux (sélection)
Monographies
- Von Wien nach Königgrätz. Die Sicherheitspolitik des Deutschen Bundes im europäischen Gleichgewicht (1815–1866) (= Beiträge zur Militärgeschichte. Band 52). Oldenbourg, München 1996,  (ISBN 3-486-56143-X).
- Bismarck und der Zweibund 1879–1890 (= Friedrichsruher Beiträge. Band 3). Otto-von-Bismarck-Stiftung, Friedrichsruh 1998,  (ISBN 3-933418-01-1).
- Kalkül und Prestige. Der Zweibund am Vorabend des Ersten Weltkrieges. Böhlau, Köln u. a. 2000,  (ISBN 3-412-03300-6).
- mit Hartmut Hilgenfeldt: Geschichte und Landschaft. Das märkische Rittergut Kemnitz (= Einzelveröffentlichung des Brandenburgischen Landeshauptarchivs. Band 1). Westkreuz Verlag, Bad Münsteifel 2000,  (ISBN 3-929592-55-X).
- Der Deutsche Bund (= Geschichte kompakt. Neuzeit). Wissenschaftliche Buchgesellschaft, Darmstadt 2003,  (ISBN 3-534-15152-6).
- Der Weg in die Urkatastrophe. Der Zerfall des alten Europa 1900–1914 (= Deutsche Geschichte im 20. Jahrhundert. Band 2). be.bra, Berlin 2010,  (ISBN 978-3-89809-402-3).

Éditions
- Der Erste Weltkrieg auf dem Balkan. Perspektiven der Forschung. be.bra wissenschaft verlag, Berlin 2011,  (ISBN 978-3-937233-68-0).
- Johannes Großmann: Wandel, Umbruch, Absturz. Perspektiven auf das Jahr 1914 (= Geschichte). Steiner, Stuttgart 2014,  (ISBN 978-3-515-10913-0).